# Bibroci
I Bibroci furono una tribù celtica incontrata da Giulio Cesare durante la sua seconda spedizione in Britannia nel 55 a.C. . 
Si arresero a lui durante la sua campagna contro Cassivellauno, e questo suggerisce che fossero stanziati nel sud-est della Britannia.